# Kürsat Güclü
Kürsat Güclü (sinh ngày 13 tháng 5 năm 1994) là một cầu thủ bóng đá người Áo. Anh thi đấu cho SC Austria Lustenau.

## Sự nghiệp câu lạc bộ
Anh ra mắt tại Giải bóng đá hạng nhất quốc gia Áo cho SC Austria Lustenau vào ngày 21 tháng 7 năm 2017 trong trận đấu trước Floridsdorfer AC.